# Asterina funtumiae
Asterina funtumiae är en svampart som beskrevs av Syd. 1938. Asterina funtumiae ingår i släktet Asterina och familjen Asterinaceae.   Inga underarter finns listade i Catalogue of Life.